# 日本橋梁
日本橋梁株式会社（にほんきょうりょう、英文社名 Japan Bridge Corporation）は、大阪市西区に本社を置く橋梁メーカー。オリエンタル白石の完全子会社。現在の法人は、2014年の持株会社体制移行に伴い、グループ管理以外の事業を継承するために設立された。
旧・岩井財閥系企業で設立された最勝会の会員企業であり、最勝会グループに属している。なお親会社のオリエンタル白石はみどり会の会員企業であり三和グループに属している。

## 事業内容
主に以下の事業を行っている。
- 橋梁の設計・製作、架設工事
- 高層ビルなどの鉄骨の設計・製作

かつては鉄塔の生産も行っていたが、現在は撤退している。

## 沿革
- 1919年（大正8年）7月 - 岩井勝次郎が日本橋梁建築合資会社に資本参加、株式会社組織として日本橋梁株式会社を設立。
- 1949年（昭和24年）7月 - 大阪証券取引所に上場。
- 1979年（昭和54年）12月 - 本社・橋梁工場を大阪市港区に移転。
- 1980年（昭和55年）11月 - 鉄塔工場を大阪市西淀川区に移転。
- 1990年（平成2年）9月 - 大証1部に指定替え。
- 1997年（平成9年）11月 - 東京証券取引所第1部に上場。
- 2000年（平成12年）5月 - 鉄塔事業から撤退。
- 2002年（平成14年）10月 - 大阪本社を大阪市北区中津に移転。
- 2007年（平成19年）7月 - 大阪本社を大阪市北区西天満に移転。
- 2011年（平成23年）12月 - 会社更生法の適用を申請したオリエンタル白石株式会社を子会社化。
- 2012年（平成24年）7月 - 大阪本社を大阪市西区に移転。
- 2013年（平成25年）11月 - 日本橋梁分割準備株式会社（現・日本橋梁）を設立。
- 2014年（平成26年）4月 - 持株会社体制に移行。グループ経営管理事業を除く全事業を完全子会社の日本橋梁分割準備へ吸収分割により承継するとともに、従前の日本橋梁をOSJBホールディングス株式会社へ、日本橋梁分割準備を日本橋梁株式会社へ、それぞれ商号変更[3]。
- 2018年（平成30年）4月 - 尾道工場を設置し、播磨工場から拠点移転。
- 2021年（令和3年）4月 - オリエンタル白石がOSJBホールディングスを吸収合併した事に伴い、オリエンタル白石の完全子会社となる[4]。

## 事業所所在地
- 本社
  - 大阪本社 - 大阪市西区江戸堀一丁目9-1
- 支店・事業所
  - 東京支店 - 東京都江東区豊洲五丁目6-52
  - 神戸事業所 - 神戸市中央区栄町通1丁目2−7
- 営業所
  - 群馬営業所 - 群馬県館林市北成島町1835-1
  - 名古屋営業所 - 名古屋市中区栄二丁目3-6
  - 広島営業所 - 広島市中区小町3-17
  - 九州営業所 - 福岡市中央区天神四丁目2-31
- 工場
  - 尾道工場 - 広島県尾道市向東町14755番地

## 主な施工実績
日本橋梁が製作した橋梁は、以下のような橋などで使われている。
- 豊平橋
- 夕顔瀬橋
- 東京湾アクアライン
- 明石海峡大橋
- 下津井瀬戸大橋
- 沖縄都市モノレール
- クウェー川鉄橋（修復）